# Jardins del Turó del Putxet
Els Jardins del Turó del Putxet es troben al turó del mateix nom, al barri d'el Putxet i el Farró de Barcelona. És considerat un dels set turons de Barcelona, xifra presa per imitació dels set turons de Roma.

## Història
Antigament es trobava en aquest indret una capella del segle xvii. La zona es va començar a poblar cap al 1870, amb la construcció de diverses torres d'estiueig per a la burgesia barcelonina. Els terrenys dels jardins pertanyien a una antiga finca anomenada Torre Espanya, pertanyent a la família Morató. El 1917 la zona fou inclosa en un pla de preservació de zones verdes, tot i que fins al 1970 no es va formalitzar la constitució d'un parc públic de gairebé 4 hectàrees amb un projecte de l'arquitecte Joaquim Casamor. El 2011 es va ampliar el parc amb una nova àrea d'1,2 hectàrees, a càrrec de Patrizia Falcone.

## Descripció
Els jardins compten amb un mirador, un observatori geodèsic i una estació meteorològica al cim del turó, així com una zona de pícnic, una àrea de jocs infantils, una àrea per a gossos, pistes de petanca, taules de ping-pong i serveis públics. Els camins són de macadam, rodejats d'una exuberant vegetació, preferentment de tipus mediterrani.